# 十方暮
十方暮（じっぽうぐれ、十方闇）とは、選日の一つ。
日の干支が甲申（甲子から数えて21番目）から癸巳（同30番目）の間の10日間のことである。下表の10日間のうち、十干五行と十二支蔵干の本気五行が相剋しているものが8日も集中しているため、特別な期間と考えられるようになった。この期間は、天地の気が相剋して、万事うまく行かない凶日とされている。市販の暦では労多くして功の少ない日などと記載されている。十方暮のうち、丙戌（23番目）は相生、己丑（26番目）は比和で、本来は間日となるが、八専の間日とは異り、十方暮の間日は周りの日の相剋の影響を受けて凶日になるとされており、暦に間日である旨は記載されない。十方暮の「十方」とは天地と八方向のことで、暮は本来は「闇」である。「四方八方十方が閉ざされた」という意味であるが、「途方に暮れる」の語呂合わせであるとの説もあり、その期間が10日間であるから「十」の字を当てたともされている。
| 21 | 甲申 | 木金 | 金剋木         |
| 22 | 乙酉 | 木金 | 金剋木         |
| 23 | 丙戌 | 火土 | 火生土（相生） |
| 24 | 丁亥 | 火水 | 水剋火         |
| 25 | 戊子 | 土水 | 土剋水         |
| 26 | 己丑 | 土土 | （比和）       |
| 27 | 庚寅 | 金木 | 金剋木         |
| 28 | 辛卯 | 金木 | 金剋木         |
| 29 | 壬辰 | 水土 | 土剋水         |
| 30 | 癸巳 | 水火 | 水剋火         |